# Andreas Tappeiner
Andreas Tappeiner, tudi Toppeiner, poslovnež, mariborski župan in deželnozborski poslanec, * 30. november 1810, Maribor, † 29. februar 1868, Maribor.

## Življenjepis
Rojen je bil leta 1810 v Mariboru kot sin pivovarnarja in gostilničarja Johanna v mariborskem graškem predmestju. Njegov oče se je leta 1801 priselil v Maribor iz Goldraina na Tirolskem. Glavno okrožno šolo je obiskoval v Mariboru, nato je šolanje nadaljeval na gimnaziji v Št. Pavlu na Koroškem in v Mariboru, kjer je leta 1826 končal 6. razred humanistične smeri. S 16. leti se je pri mojstru Rohlmannu v Slovenski Bistrici izučil za lectarja in leta 1829 odšel na Dunaj kot lectarski pomočnik. Leta 1831 se je vrnil v Maribor, saj je oče postal zakupnik užitninskega davka. 
Leta 1834 mu je oče kupil pivovarno (kasneje Tscheligijeva), ki jo je vodil do leta 1841, ko je kupil glažuto pri Lovrencu na Pohorju in se tja preselil. V Lovrencu je užival velik ugled in zaupanje, ki se je odrazilo z izvolitvijo Tappeinerja za občinskega predstojnika in kasneje za župana. Leta 1853 je glažuto prodal in se z družino preselil v Maribor. Posvetil se je javnemu delu in bil kot izkušen gospodarstvenik leta 1861 izvoljen za župana Maribora in za zastopnika mesta Maribor v štajerski deželni zbor (ponovno 1867) v Gradcu. Na čelu mesta je ostal do leta 1867. Leta 1867 je bil izvoljen v okrajno zastopništvo Maribora in mesec kasneje za njehovega načelnika. Novembra 1867 je zaradi bolezni odstopil s položaja. 
Umrl je leta 1868 v Mariboru. Pokopan je bil na starem mestnem pokopališču pri Ljudskem vrtu. 21. septembra 1904 so mu na tedanjem Stolnem trgu odkrili kip, delo dunajskega akademskega kiparja Josefa Kassina. Ko je Mestna občina Maribor leta 1940 staro mestno pokopališče dokončno zaprla, je organizirala njegovo ekshumacijo (tako kot tudi ekshumacijo drugih zaslužnih mož, ki jih niso ekshumirali svojci) in pokop njegovih telesnih ostankov v novi skupni grobnici zaslužnih mož v arkadah frančiškanskega pokopališča na Pobrežju.

## Županovanje
V Lovrencu je županoval od 21. avgusta 1850 do 17. februarja 1853. V Mariboru je županoval od leta 1861 do 1867. 
Na prvi seji mariborskega občinskega odbora je 7. aprila 1861 kot župan razglasil občino mesto Maribor s tremi predmestji za konstituirano. Zavzemal se je za samostojnost občine, kar je dosegel s potrditvijo statuta 13. marca 1866. S slednjim je občina prevzela posle okrajnega glavarstva. Zaradi svoje pomembnosti je dobil Maribor kot prvo mesto za deželnim glavnim mestom Gradcem na začetku leta 1866 z deželnim zakonom svoj občinski statut in občinski volilni red. S tem je postal mariborski mestni urad (magistrat) upravno oblastvo prve stopnje.
V času njegovega mariborskega županovanja so izvedli nakup zemljišč za razširitev mesta, odprli tri nove ulice in Sofijin trg, uredili kanalizacijo, tlakovali ceste, v nekatere stranske ulice napeljali petrolejsko razsvetljavo, v magdalenskem predmestju zgradili občinski vodnjak, v koroškem predmestju pa omogočili uporabo dveh obstoječih. V šolstvu so uvedli pouk telesne vzgoje, izboljšali gmotni položaj mestnih učiteljev in ustanovili 4-razredno dekliško šolo (od leta 1867 5. razred). 1. januarja 1865 so odprli kasino, shajališče bogatih meščanov. Po zakonu so morali prevzeti skrb za revne, zato so povečali sredstva mestne hiralnice (špitala) in občinskega inštituta za revne. 
Tappeinerjevo pivovarno v Graškem predmestju je leta 1861 kupil Tomaž Götz z Württemberga in jo začel takoj povečevati, tako da so jo šteli že za industrijsko podjetje. Leta 1863 je Maribor z delavnicami Južne železnice na Studencih dobil moderno veliko industrijo. Družba se je odločila za lokacijo, ker je Maribor približno enako oddaljen od končnih postaj prog, ki so se v njem stikale: Dunaja in Trsta, Beljaka in Pešte. Z umnim gospodarjenjem je Tappeiner povišal prihodke mesta, ki so pokrili preselitev škofijskega sedeža iz Št. Andraža v Maribor leta 1859 ter zgraditev kadetnice leta 1852. Izboljšal je stanje v bolnici, povečal Magdalensko pokopališče ter 2. januarja 1862 odprl Marburger Sparkasse (Mestno hranilnico). Odprt je bil kazino. Z nakupom starega meljskega mlina so uredili problem nastanitev vojaških čet na prehodu skozi Maribor.
Iz občinskega sveta je v tem času protestno izstopil edini politični Slovenec, Ferdinand Dominkuš. Do konca avstrijske dobe leta 1918 v mariborskem občinskem svetu ni bilo več nobenega slovenskega politika.